# Aphaenogaster faureli
Aphaenogaster faureli är en myrart som beskrevs av Henri Cagniant 1969. Aphaenogaster faureli ingår i släktet Aphaenogaster och familjen myror. Inga underarter finns listade i Catalogue of Life.